# Nordische Badmintonmeisterschaft 1967
Die Nordische Badmintonmeisterschaft 1967 fand in Stockholm statt. Es war die sechste Auflage dieses internationalen Badmintonwettbewerbs der skandinavischen Staaten.

## Finalresultate
| Disziplin    | Sieger                           | Finalist                           | Ergebnis           |
| ------------ | -------------------------------- | ---------------------------------- | ------------------ |
| Herreneinzel | Erland Kops                      | Sture Johnsson                     | 15–7, 15–12        |
| Dameneinzel  | Eva Twedberg                     | Ulla Strand                        | 11–3, 11–2         |
| Herrendoppel | Erland Kops Henning Borch        | Tom Bacher Jørgen Mortensen        | 15–5, 18–16        |
| Damendoppel  | Lizbeth von Barnekow Ulla Strand | Eva Twedberg Marianne Flykt        | 18-13, 15–3        |
| Mixed        | Erland Kops Ulla Strand          | Henning Borch Lizbeth von Barnekow | 8–15, 17–14, 15–13 |